# Walter Voß (Politiker, 1885)
Walter Voß (* 26. April 1885 in Neuschloß (Lampertheim); † 5. Juni 1972 in Marburg) war ein deutscher Verwaltungsjurist und Kommunalpolitiker.

## Leben
Nach seiner Kindheit in Neuschloß bestand Voß 1905 die Abiturprüfung am Kaiser-Friedrichs-Gymnasium in Frankfurt am Main. Er studierte Rechtswissenschaft,  Staatswissenschaften und Sozialpolitik an der Friedrich-Alexander-Universität Erlangen. 1906 im Corps Bavaria Erlangen recipiert, zeichnete er sich als Senior aus. Als Inaktiver wechselte er an die Georg-August-Universität Göttingen und die Hessische Ludwigs-Universität Gießen. Nach dem Referendarexamen (1909) trat er in den Justizdienst. Er war an verschiedenen Gerichten in Darmstadt beschäftigt. 1914/15 nahm er als Leutnant und Kompanieführer am Ersten Weltkrieg teil. Nach einer Verwundung diente er von Oktober 1915 bis September 1918 als Feldkriegsgerichtsrat an der Ostfront. Ab April 1920 war er, vermittelt von einem Bekannten aus der Weltkriegszeit, als Hilfsanwalt in einer großen Kanzlei in Wismar tätig, um sich nach seiner Zulassung als Rechtsanwalt weiterzubilden. Am 21. September 1922 wurde er als Magistratsassessor in den Dienst der Stadt Marburg übernommen. Nach dem Tod des amtierenden Oberbürgermeisters Georg Voigt rückte der bisherige Bürgermeister Johannes Müller in das Amt des Stadtoberhaupts auf und Walter Voß wurde von der Stadtverordnetenversammlung für zwölf Jahre zum Bürgermeister gewählt.

### Wirken im Nationalsozialismus
Mit der preußischen Kommunalwahl vom 12. März 1933 errang die NSDAP in Marburg 20 von 30 Mandaten in der Stadtverordnetenversammlung. Die Nationalsozialisten weigerten sich, mit Oberbürgermeister Müller zusammenzuarbeiten, weshalb Walter Voß anbot, sie in ihr Amt einzuführen. Am 1. Mai 1933 trat er selbst der NSDAP bei (Mitgliedsnummer 2.828.842) und arrangierte sich mit dem Regime. Er war förderndes Mitglied der SS und gehörte dem NSFK an. Zwischen April 1933 und April 1934 führte er kommissarisch die Amtsgeschäfte Marburgs. In diesem Zeitraum war er für die Ausstellung diverser Schutzhaftbefehle gegen Gegner des NS-Regimes, insbesondere Sozialdemokraten und Kommunisten, verantwortlich. Nach der Berufung Ernst Schellers zum Oberbürgermeister im April 1934 blieb Voß Bürgermeister und wurde 1939/40 vom kurhessischen Gauleiter Karl Weinrich auf Vorschlag Schellers für zwölf weitere Jahre im Amt bestätigt. Mit Kriegsbeginn wurde er erneut zum Kriegsgerichtsrat z. V. ernannt und zudem stellvertretender Kreisamtsleiter für Kommunalpolitik der NSDAP. Da Oberbürgermeister Scheller zum Wehrdienst eingezogen worden war, leitete Voß wiederum die Amtsgeschäfte, ab 1944 auch als kommissarischer Oberbürgermeister. Nachdem die Stadt den amerikanischen Truppen Ende März 1945 kampflos übergeben wurde, entließ die Militärregierung ihn noch im April aus allen Ämtern.

### Entnazifizierungsverfahren und Leben in der Nachkriegszeit
Noch vor Beginn des obligatorischen Entnazifizierungsverfahrens begann Voß, entlastende Stellungnahmen von wichtigen Marburger Persönlichkeiten und Politikern zu sammeln. Unter Oberbürgermeister Eugen Siebecke setzte sich die neue Stadtleitung auch bei den Amerikanern dafür ein, ein beschleunigtes Verfahren durchzuführen, damit er am Beamtenseminar lehren und seine kommunalpolitische Expertise einbringen konnte. Hierzu kam es allerdings nicht und die US-Autoritäten weigerten sich, seinen Wiedereintritt in den städtischen Dienst zu akzeptieren, weshalb Voß zur Abteilung Marburg des Verwaltungsseminars in Kassel wechselte. Sein Verfahren vor der Spruchkammer Marburg-Stadt begann 1946 und endete im Januar 1947 mit der Einstufung in die Gruppe der Entlasteten (Kategorie V). Ein besonderes Verdienst sah die Kammer in der kampflosen Übergabe der Stadt Marburg an die Amerikaner, was maßgeblich zur Entlastung von Voß beitrug. Darüber hinaus ließ er sich während des Verfahrens mehrere Situationen durch Zeugen bestätigen, in denen er angeblich Widerstandshandeln gegenüber dem NS-Staat erkennen ließ. So soll ihm etwa im Sommer 1933 der spätere Marburger Oberbürgermeister Ernst Scheller mit KZ gedroht haben, da Voß einen Magistratsbeschluss als ungesetzlich beanstandet habe. Das Verhältnis zwischen Voß und der NSDAP soll daraufhin angespannt und von ständigen Auseinandersetzungen geprägt gewesen sein. Die Situation vom Sommer 1933 kann anhand der Quellenlage zu Walter Voß nicht bestätigt werden, ebenso wenig wie ein angeblich schlechtes Verhältnis zwischen ihm und der NSDAP. Beide Aussagen können mit weiteren Schilderungen während des Entnazifizierungsverfahrens als Entlastungsstrategie von Voß gewertet werden, denn ganz im Gegenteil zu seiner Selbstinszenierung als Widerstandskämpfer war Voß dem NS-Regime während der gesamten Zeit des Dritten Reichs ergeben gewesen. Er nahm nicht nur eine zentrale Stelle bei der Konsolidierung der NS-Herrschaft in Marburg in den Jahren 1933/34 ein, sondern war in diesem Zeitraum auch für die Verhaftung von Sozialdemokraten und Kommunisten verantwortlich gewesen. Später genoss Walter Voß das Vertrauen der NS-Führung und bekleidete ab 1939 ein Parteiamt bzw. leitete 1944/45 die Geschäfte der Stadt Marburg als kommissarischer Oberbürgermeister. Dies wirkte sich allerdings nicht auf sein Entnazifizierungsverfahren aus, das Voß rehabilitierte. 1950 wurde er ehrenamtlicher Leiter der Abteilung Marburg des Verwaltungsseminars Kassel. In die Marburger Politik kehrte er nicht zurück, blieb jedoch zeit seines Lebens mit der Stadtverwaltung über persönliche Kontakte eng verbunden.
Walter Voß starb 1972 in Marburg und wurde in der elterlichen Grabstätte in Braunschweig beigesetzt.

## Auszeichnungen
- Eisernes Kreuz II. Klasse (1914)
- Hessische Tapferkeitsmedaille (1917)
- Schwarzes Verwundetenabzeichen (1918)
- Brustabzeichen der Brigade Grodno (1919)
- Ehrenkreuz für Frontkämpfer (1934)
- Kriegsverdienstkreuz II. Klasse ohne Schwerter (1942)
- Kriegsverdienstkreuz I. Klasse ohne Schwerter (1944)
- 1960 wurde ihm die Verdienstmedaille der Stadt Marburg verliehen, die Auszeichnung wurde jedoch im Jahr 2017 durch einen Magistratsbeschluss aufgrund von Walter Voß’ NS-Vergangenheit zurückgenommen.
- Die Stadt Marburg benannte wegen seiner angeblichen Verdienste um die kampflose Übergabe der Stadt den Walter-Voß-Weg nach ihm. Auch diese Auszeichnung wurde aberkannt. Der Walter-Voß-Weg wurde im November 2017 in Katharina-Eitel-Weg umbenannt.